# Jetix Consumer Products
 (décembre 2023).
Si vous disposez d'ouvrages ou d'articles de référence ou si vous connaissez des sites web de qualité traitant du thème abordé ici, merci de compléter l'article en donnant les références utiles à sa vérifiabilité et en les liant à la section « Notes et références ».
Jetix Consumer Products est une filiale de la société néerlandaise Jetix Europe (détenue à 99,8 % par la Walt Disney Company) gérant les licences des produits dérivés liés aux chaînes Jetix et d'autres marques sous contrat.
À l'origine, ce catalogue provient de la fusion entre le réseau américain Fox Kids Network, filiale de la société Fox Broadcasting Company, et le catalogue de productions de Haim Saban, qui importe en Europe et aux États-Unis à partir des années 1980 des dessins animés japonais et triomphe en 1993 avec les premiers Power Rangers, une adaptation des séries japonaises de sentai.
Le catalogue musical de Saban Entertainment est toutefois resté la possession d'Haim Saban.

## Les Licences
Elle gère en plus de la marque Jetix, les licences 
- ses propres productions : 
  - Gadget et les Gadgetinis
  - Ōban, Star-Racers
  - Alpha Teens On Machines,
- des licences tierces :
  - Pucca
  - Sonic X
  - Totally Spies!
  - Fleabag et Friends
  - Medabots
  - Tutenstein
  - Galactik Football
  - Martin Mystère
  - Monster Buster Club

Elle gérait jusqu'en juin 2003 la licence des Power Rangers. Depuis c'est Disney Consumer Products qui gère cette licence.